# Tătărășeni (okręg Botoszany)
Tătărășeni – wieś w Rumunii, w okręgu Botoszany, w gminie Havârna. W 2011 roku liczyła 797 mieszkańców.